# Enric Franquesa Dolz
Enric Franquesa Dolz (Sant Cugat del Vallès, 26 de febrer de 1997) és un futbolista professional català que juga com a lateral esquerre pel CD Leganés.

## Carrera de club
Franquesa va fitxar per La Masia del FC Barcelona el 2006 des del local Club Junior 1917. Va debutar com a sènior amb el FC Barcelona B el 27 de març de 2016, entrant com a suplent als darrers minuts en el lloc del golejador Alberto Perea en una victòria per 2–0 a fora contra el CD Llosetense a la Segona Divisió B.
El 21 de juliol de 2016, Franquesa fou cedit al CE Sabadell FC de Segona B, per un any. El següent 19 de gener, després d'haver jugat poc, va marxar també cedit al CF Gavà de la mateixa categoria.
El juny de 2017, Franquesa signà contracte amb el Vila-real CF, essent assignat al Vila-real CF B també de Segona B. El 25 d'abril de 2019, va ampliar contracte fins al 2022.
El 25 de juliol de 2019, Franquesa fou cedit al CD Mirandés, acabat d'ascendir a Segona Divisió, per un any. Va debutar com a professional el 17 d'agost, com a titular, en un empat 2–2 a fora contra el Rayo Vallecano.
El 27 d'agost de 2020, Franquesa fou cedit per un any al Girona FC. El 2 de juliol de l'any següent, va signar contracte per quatre anys amb el Llevant UE de La Liga.
Franquesa va debutar a la màxima categoria el 22 d'agost de 2021, en jugar els darrers quatre minuts d'un empat 3–3 a casa contra el Reial Madrid. El 19 de gener de 2023, fou cedit al CD Leganés fins al juny.
El 24 de juliol de 2023, la cessió de Franquesa amb el Lega es va ampliar per tota la temporada 2023–24. Després d'ajudar en el seu ascens a la primera divisió com a campió, va signar amb el Leganés un contracte permanent de dos anys el 13 de juny de 2024.